# La Dagotière
La Dagotière är en ort i Mauritius.   Den ligger i distriktet Moka, i den västra delen av landet, 11 km sydost om huvudstaden Port Louis. La Dagotière ligger 311 meter över havet och antalet invånare är 6 915. Den ligger på ön Mauritius.
Terrängen runt La Dagotière är kuperad åt nordväst, men åt sydost är den platt. Runt La Dagotière är det tätbefolkat, med 476 invånare per kvadratkilometer. Närmaste större samhälle är Quatre Bornes, 8,9 km väster om La Dagotière. I omgivningarna runt La Dagotière växer i huvudsak städsegrön lövskog.